# Amstel Gold Race 1990
L'Amstel Gold Race 1990, venticinquesima edizione della corsa, valida per la Coppa del Mondo, si svolse il 21 aprile 1990 su un percorso di 249 km da Heerlen a Meerssen. Fu vinta dall'olandese Adrie van der Poel, che terminò in 6h 17' 17". Moreno Argentin conservò il comando della classifica di Coppa del mondo.

## Ordine d'arrivo (Top 10)
| Pos. | Corridore            | Squadra         | Tempo    |
| ---- | -------------------- | --------------- | -------- |
| 1    | Adrie van der Poel   | Weinmann        | 6h17'17" |
| 2    | Luc Roosen           | Histor-Sigma    | s.t.     |
| 3    | Jelle Nijdam         | Buckler         | s.t.     |
| 4    | Jan Goessens         | Weinmann        | s.t.     |
| 5    | Franco Ballerini     | Del Tongo       | s.t.     |
| 6    | Jean-Claude Leclercq | Helvetia        | s.t.     |
| 7    | Andreas Kappes       | Toshiba         | s.t.     |
| 8    | Gianni Bugno         | Chateau d'Ax    | s.t.     |
| 9    | Johan Museeuw        | Lotto-Superclub | s.t.     |
| 10   | Phil Anderson        | TVM-Yoko        | s.t.     |